# Ямское (Саратовская область)
Ямское (нем. Katharinental) — село Краснокутского района Саратовской области, входит в сельское поселение «Журавлёвское муниципальное образование».
В селе имеется средняя образовательная школа, дом культуры, сельская администрация и почта, а также дом культуры (здание бывшей католической церкви).
Улицы села: 8 Марта, Заречная, Молодёжная, Молодёжный переулок, Озёрный переулок, Почтовая, Саратовская, Советский переулок, Центральная, Школьная, Энтузиастов, Юбилейная.

## История
Основано как дочерняя колония Екатериненталь в 1860 году выходцами из немецкой колонии Ней-Штрауб. Официальное русское название — Яма. Входила в состав Ерусланского колонистского округа, впоследствии Верхне-Ерусланской волости Новоузенского уезда Самарской губернии. Относилась к лютеранским приходам Шёндорф и Гоффенталь. В 1857 году будущей колонии было отведено 3360 десятин земли (на 64 семьи).
В период голода 1921 года родились 38 человек, умерли 106. С 1922 года входило в состав Краснокутского кантона Трудовой коммуны, с 1923 года АССР немцев Поволжья. В 1926 году в селе имелись сельскохозяйственное кооперативное товарищество, начальная школа, сельсовет. В годы коллективизации организована МТС.  В 1927 году постановлением ВЦИК «Об изменениях в административном делении Автономной С.С.Р. Немцев Поволжья и о присвоении немецким селениям прежних наименований, существовавших до 1914 года» селу Яма Красно-Кутского кантона присвоено название Екатериненталь.
28 августа 1941 года был издан Указ Президиума ВС СССР о переселении немцев, проживающих в районах Поволжья. Немецкое население было депортировано. После ликвидации АССР немцев Поволжья село, как и другие населённые пункты Краснокутского кантона, было включено в состав Саратовской области, переименовано в село Ямское.

## Физико-географическая характеристика
Село расположено в Низком Заволжье, в пределах Сыртовой равнины, относящейся к Восточно-Европейской равнине, у истоков реки Яма. Рельеф — полого-увалистый. Почвы тёмно-каштановые. Почвообразующие породы — глины и суглинки.
По автомобильным дорогам расстояние до районного центра города Красный Кут — 26 км, до областного центра города Саратов — 130 км.
Климат
Климат умеренный континентальный (согласно классификации климатов Кёппена — Dfa). Среднегодовая температура воздуха положительная и составляет +6,5 °C. Средняя температура самого холодного месяца января −10,5 °C, самого жаркого месяца июля +23,0 °C. Расчётная многолетняя норма осадков — 395 мм, наименьшее количество осадков выпадает в марте (21 мм), наибольшее — в июне (43 мм).
Часовой пояс
Ямское, как и вся Саратовская область, находится в часовой зоне МСК+1. Смещение применяемого времени относительно UTC составляет +4:00.

## Население
Динамика численности населения по годам:
| 1872 | 1883 | 1889 | 1897 | 1905 | 1910 | 1920 | 1922 | 1923 | 1926 | 1931 | 1987 | 2002 |
| ---- | ---- | ---- | ---- | ---- | ---- | ---- | ---- | ---- | ---- | ---- | ---- | ---- |
| 523  | 693  | 749  | 907  | 1249 | 1358 | 1119 | 804  | 665  | 851  | 1024 | ≈610 | 617  |

| 2002 | 2010 |
| ---- | ---- |
| 618  | ↗638 |

Национальный состав
Согласно результатам переписи 2002 года большинство населения составляли русские (57 %).